# Pimander
Il Pimander (in greco Ποιμάνδρης, Poimandres) è un'opera scritta in lingua greca nel II-III secolo d.C. e tradizionalmente attribuita a Ermete Trismegisto.
Fu inserito nel Corpus Hermeticum, raccolto da Michele Psello attorno alla metà dell'XI secolo, e fu tradotto in latino tra il 1460 e il 1463 da Marsilio Ficino, che però estese il titolo di Pimander a tutti i quattordici libri che allora componevano il Corpus. 
L'opera, che tratta della creazione, è una sorta di cammino iniziatico attraverso il quale il fedele viene condotto alla comprensione del Nous ed alla rinascita in Dio, mediante l'insegnamento del suo messaggero Ermete Trismegisto.
Secondo uno dei principi cardine della dottrina ermetica infatti l'uomo deve compiere un viaggio per liberare dai vincoli terreni la parte divina (l'intelletto) insita in lui e giungere alla salvezza, rappresentata dal logos, la verità del Poimandres.